# VisualBoyAdvance
Der VisualBoyAdvance ist ein freier Emulator unter GNU GPL. Er emuliert die Nintendo-Handheld-Konsolen Game Boy, Game Boy Color oder Game Boy Advance auf einem PC. Mittlerweile existieren jedoch auch Portierungen für Sonys PlayStation Portable und Segas Dreamcast (Visual Troy Advance). Es ist eines der verbreitetsten Emulatoren für diese Plattformen. Die Spiele werden als ROM-Abbild benötigt, die in Dateien der Endungen *.gba, *.gbc oder *.gb vorliegen.
Neben der DirectX-Version gibt es eine Version, die auf der freien, plattformübergreifend verfügbaren Grafikbibliothek Simple DirectMedia Layer (SDL) basiert. Diese gibt es für eine Vielzahl an Plattformen wie Linux, BSD, macOS, Windows oder BeOS.

## Merkmale
- Joystick-Unterstützung
- Vollbild
- verschiedene Grafik-Filter
- Bildschirmfotos
- Video- und Ton-Mitschnitte speichern
- Speichern des Spielstandes zu jeder Zeit mittels Speicherabbildern, schnelles Laden/Speichern von Spielständen per Tastenkombination
- automatisches Feuern
- Zeitraffer-Taste
- Debugging von Game-Boy-Programmen, auch über TCP/IP-Netzwerk

In VisualBoyAdvance-M eingeführt:
- HQ3x/4X Pixelfilter
- Game-Boy-Verlinkung über LAN und Internet

## VisualBoyAdvance-M
VisualBoyAdvance-M (VBA-M) ist ein Fork von VisualBoyAdvance, welcher aufgrund dessen Inaktivität entstanden ist. Der Code wurde auf einen aktuellen Stand gebracht. Außerdem wurden mehrere andere Forks, wie z. B. VBALink integriert. Daher kommt auch das M im Namen, welches für Merge steht.